# Myrospermum frutescens
Myrospermum frutescens là một loài thực vật có hoa trong họ Đậu. Loài này được Jacq. miêu tả khoa học đầu tiên.